# غسالخانه و مسجد ابوذر
غسالخانه و مسجد ابوذر مربوط به دوره قاجار است و در بلداجی، مرکزشهر واقع شده و این اثر در تاریخ ۱۱ مرداد ۱۳۸۴ با شمارهٔ ثبت ۱۲۴۲۶ به‌عنوان یکی از آثار ملی ایران به ثبت رسیده است.